# Тур WTA 2010
WTA тур 2010 — цикл тенісних турнірів, що проходили під егідою Жіночої тенісної асоціації (WTA) впродовж календарного 2010 року. До календаря туру входили Великий шолом, що проводяться Міжнародною тенісною федерацією (ITF)), турніри WTA Premier (Premier Mandatory, Premier 5 і звичайні Premier), Турніри WTA International, чемпіонат WTA та Турнір чемпіонок, кубок Федерації (ITF). До календаря також включено кубок Хопмана, організований ITF, і за який гравчиням не нараховуються рейтингові очки.

## Графік
Нижче наведено повний розклад турнірів на 2010 рік, включаючи перелік тенісистів, які дійшли на турнірах щонайменше до чвертьфіналу.
Легенда
| Турніри Великого шолома       |
| Чемпіонат закінчення року     |
| Турніри WTA Premier Mandatory |
| Турніри WTA Premier 5         |
| Турніри WTA Premier           |
| Турніри WTA International     |
| Team events                   |

### Січень
| Тиждень           | Турнір | Чемпіонки                                             | Фіналістки                           | Півфіналістки                                                             | Чвертьфіналістки                                                                      |
| ----------------- | --- | ----------------------------------------------------- | ------------------------------------ | ------------------------------------------------------------------------- | ------------------------------------------------------------------------------------- |
| 4 січня           | Кубок Гопмана Перт, Австралія Hopman Cup A$1,000,000 – Хард (п) – 8 команд (ГР)                                                                              | Spain · 2–1                                           | Велика Британія                      | Переможці кругового турніру (група A) Румунія · United States · Australia | Переможці кругового турніру (група B) Казахстан · Russia · Шаблон:Дані країни Germany |
| 4 січня           | Brisbane International Брисбен, Австралія WTA International $220,000 – Хард – 32S/32Q/16D Одиночний розряд – Парний розряд                                   | Кім Клейстерс 6–3, 4–6, 7–6(8–6)                      | Жустін Енен                          | Андреа Петкович Ана Іванович                                              | Луціє Шафарова Даніела Гантухова Анастасія Павлюченкова Мелінда Цінк                  |
| 4 січня           | Brisbane International Брисбен, Австралія WTA International $220,000 – Хард – 32S/32Q/16D Одиночний розряд – Парний розряд                                   | Андреа Главачкова Луціє Градецька 2–6, 7–6(3), [10–4] | Мелінда Цінк Аранча Парра Сантонха   | Андреа Петкович Ана Іванович                                              | Луціє Шафарова Даніела Гантухова Анастасія Павлюченкова Мелінда Цінк                  |
| 4 січня           | ASB Classic Окленд, Нова Зеландія WTA International $220,000 – Хард – 32S/32Q/16D Одиночний розряд – Парний розряд                                           | Яніна Вікмаєр 6–3, 6–2                                | Флавія Пеннетта                      | Франческа Ск'явоне Шахар Пеєр                                             | Домініка Цібулкова Алізе Корне Кіміко Дате Марія Кириленко                            |
| 4 січня           | ASB Classic Окленд, Нова Зеландія WTA International $220,000 – Хард – 32S/32Q/16D Одиночний розряд – Парний розряд                                           | Кара Блек Лізель Губер 7–6(4), 6–2                    | Наталі Грандін Лора Гренвілл         | Франческа Ск'явоне Шахар Пеєр                                             | Домініка Цібулкова Алізе Корне Кіміко Дате Марія Кириленко                            |
| 11 січня          | Medibank International Sydney Сідней, Австралія WTA Premier $600,000 – Хард – 30S/32Q/16D Одиночний розряд – Парний розряд                                   | Олена Дементьєва 6–3, 6–2                             | Серена Вільямс                       | Араван Резаї Вікторія Азаренко                                            | Віра Душевіна Флавія Пеннетта Домініка Цібулкова Дінара Сафіна                        |
| 11 січня          | Medibank International Sydney Сідней, Австралія WTA Premier $600,000 – Хард – 30S/32Q/16D Одиночний розряд – Парний розряд                                   | Кара Блек Лізель Губер 6–1, 3–6, [10–3]               | Татьяна Гарбін Надія Петрова         | Араван Резаї Вікторія Азаренко                                            | Віра Душевіна Флавія Пеннетта Домініка Цібулкова Дінара Сафіна                        |
| 11 січня          | Moorilla Hobart International Гобарт, Австралія WTA International $220,000 – Хард – 32S/32Q/16D Одиночний розряд – Парний розряд                             | Альона Бондаренко 6–2, 6–4                            | Шахар Пеєр                           | Анабель Медіна Гаррігес Сара Еррані                                       | Хісела Дулко Чжен Цзє Кірстен Фліпкенс Карла Суарес Наварро                           |
| 11 січня          | Moorilla Hobart International Гобарт, Австралія WTA International $220,000 – Хард – 32S/32Q/16D Одиночний розряд – Парний розряд                             | Чжуан Цзяжун Квета Пешке 3–6, 6–3, [10–7]             | Чжань Юнжань Моніка Нікулеску        | Анабель Медіна Гаррігес Сара Еррані                                       | Хісела Дулко Чжен Цзє Кірстен Фліпкенс Карла Суарес Наварро                           |
| 18 січня 25 січня | Відкритий чемпіонат Австралії Мельбурн, Австралія Великий шолом $9,264,098 – Хард 128S/96Q/64D/32X Одиночний розряд – Парний розряд – Змішаний парний розряд | Серена Вільямс 6–4, 3–6, 6–2                          | Жустін Енен                          | Лі На Чжен Цзє                                                            | Вікторія Азаренко Вінус Вільямс Надія Петрова Марія Кириленко                         |
| 18 січня 25 січня | Відкритий чемпіонат Австралії Мельбурн, Австралія Великий шолом $9,264,098 – Хард 128S/96Q/64D/32X Одиночний розряд – Парний розряд – Змішаний парний розряд | Серена Вільямс Вінус Вільямс 6–4, 6–3                 | Кара Блек Лізель Губер               | Лі На Чжен Цзє                                                            | Вікторія Азаренко Вінус Вільямс Надія Петрова Марія Кириленко                         |
| 18 січня 25 січня | Відкритий чемпіонат Австралії Мельбурн, Австралія Великий шолом $9,264,098 – Хард 128S/96Q/64D/32X Одиночний розряд – Парний розряд – Змішаний парний розряд | Кара Блек Леандер Паес 7–5, 6–3                       | Катерина Макарова Ярослав Левинський | Лі На Чжен Цзє                                                            | Вікторія Азаренко Вінус Вільямс Надія Петрова Марія Кириленко                         |

### Лютий
| Тиждень   | Турнір | Чемпіонки                                                                                      | Фіналістки                                                         | Півфіналістки                       | Чвертьфіналістки                                                       |
| --------- | --- | ---------------------------------------------------------------------------------------------- | ------------------------------------------------------------------ | ----------------------------------- | ---------------------------------------------------------------------- |
| 1 лютого  | 1-ше коло Кубка федерації Харків, Україна – Хард (п) Брно, Чехія – Хард (п) Белград, Сербія – Хард (п) Льєвен, Франція – ґрунт (п) | перемогли в 1-му колі winners Італія 4–1 · Чехія 3–2 · Росія 3–2 · Сполучені Штати Америки 4–1 | програли в 1-му колі losers Україна · Німеччина · Сербія · Франція |                                     |                                                                        |
| 8 лютого  | Open GDF Suez Париж, Франція WTA Premier $700,000 – Хард (п) – 30S/32Q/16D Одиночний розряд – Парний розряд                        | Олена Дементьєва 6–7(5), 6–1, 6–4                                                              | Луціє Шафарова                                                     | Мелані Уден Флавія Пеннетта         | Андреа Петкович Агнеш Савай Шахар Пеєр Татьяна Гарбін                  |
| 8 лютого  | Open GDF Suez Париж, Франція WTA Premier $700,000 – Хард (п) – 30S/32Q/16D Одиночний розряд – Парний розряд                        | Івета Бенешова Барбора Заглавова-Стрицова walkover                                             | Кара Блек Лізель Губер                                             | Мелані Уден Флавія Пеннетта         | Андреа Петкович Агнеш Савай Шахар Пеєр Татьяна Гарбін                  |
| 8 лютого  | PTT Pattaya Open Паттайя, Таїланд WTA International $220,000 – Хард – 32S/16Q/16D Одиночний розряд – Парний розряд                 | Віра Звонарьова 6–4, 6–4                                                                       | Тамарін Танасугарн                                                 | Ярослава Шведова Сесил Каратанчева  | Сібіль Баммер Татьяна Малек Катерина Бичкова Анна Чакветадзе           |
| 8 лютого  | PTT Pattaya Open Паттайя, Таїланд WTA International $220,000 – Хард – 32S/16Q/16D Одиночний розряд – Парний розряд                 | Марина Еракович Тамарін Танасугарн 7–5, 6–1                                                    | Анна Чакветадзе Ксенія Первак                                      | Ярослава Шведова Сесил Каратанчева  | Сібіль Баммер Татьяна Малек Катерина Бичкова Анна Чакветадзе           |
| 15 лютого | Barclays Dubai Tennis Championships Дубай,, ОАЕ WTA Premier 5 $2,000,000 – Хард – 56S/32Q/28D Одиночний розряд – Парний розряд     | Вінус Вільямс 6–3, 7–5                                                                         | Вікторія Азаренко                                                  | Шахар Пеєр Агнешка Радванська       | Лі На Анастасія Павлюченкова Віра Звонарьова Регіна Куликова           |
| 15 лютого | Barclays Dubai Tennis Championships Дубай,, ОАЕ WTA Premier 5 $2,000,000 – Хард – 56S/32Q/28D Одиночний розряд – Парний розряд     | Нурія Льягостера Вівес Марія Хосе Мартінес Санчес 7–6(5), 6–4                                  | Квета Пешке Катарина Среботнік                                     | Шахар Пеєр Агнешка Радванська       | Лі На Анастасія Павлюченкова Віра Звонарьова Регіна Куликова           |
| 15 лютого | Cellular South Cup Мемфіс, США WTA International $220,000 – Хард (п) – 32S/32Q/16D Одиночний розряд – Парний розряд                | Марія Шарапова 6–2, 6–1                                                                        | Софія Арвідссон                                                    | Петра Квітова Енн Кеотавонг         | Олена Балтача Кая Канепі Кароліна Шпрем Мелані Уден                    |
| 15 лютого | Cellular South Cup Мемфіс, США WTA International $220,000 – Хард (п) – 32S/32Q/16D Одиночний розряд – Парний розряд                | Ваня Кінґ Міхаелла Крайчек 7–5, 6–2                                                            | Бетані Маттек-Сендс Меган Шонессі                                  | Петра Квітова Енн Кеотавонг         | Олена Балтача Кая Канепі Кароліна Шпрем Мелані Уден                    |
| 15 лютого | Copa BBVA-Colsanitas Богота, Колумбія WTA International $220,000 – ґрунт – 32S/32Q/16D Одиночний розряд – Парний розряд            | Маріана Дуке-Маріньо 6–4, 6–3                                                                  | Анджелік Кербер                                                    | Хісела Дулко Аранча Парра Сантонха  | Сандра Заглавова Полін Пармантьє Сара Еррані Клара Закопалова          |
| 15 лютого | Copa BBVA-Colsanitas Богота, Колумбія WTA International $220,000 – ґрунт – 32S/32Q/16D Одиночний розряд – Парний розряд            | Хісела Дулко Едіна Галловіц 6–2, 7–6(6)                                                        | Ольга Савчук Анастасія Якімова                                     | Хісела Дулко Аранча Парра Сантонха  | Сандра Заглавова Полін Пармантьє Сара Еррані Клара Закопалова          |
| 22 лютого | Abierto Mexicano Telcel Акапулько, Мексика WTA International $220,000 – ґрунт – 32S/32Q/16D Одиночний розряд – Парний розряд       | Вінус Вільямс 2–6, 6–2, 6–3                                                                    | Полона Герцог                                                      | Едіна Галловіц Карла Суарес Наварро | Лаура Поус-Тіо Шерон Фічмен Хісела Дулко Агнеш Савай                   |
| 22 лютого | Abierto Mexicano Telcel Акапулько, Мексика WTA International $220,000 – ґрунт – 32S/32Q/16D Одиночний розряд – Парний розряд       | Полона Герцог Барбора Заглавова-Стрицова 2–6, 6–1, [10–2]                                      | Сара Еррані Роберта Вінчі                                          | Едіна Галловіц Карла Суарес Наварро | Лаура Поус-Тіо Шерон Фічмен Хісела Дулко Агнеш Савай                   |
| 22 лютого | Malaysian Open Куала-Лумпур, Малайзія WTA International $220,000 – Хард (п) – 32S/32Q/16D Одиночний розряд – Парний розряд         | Аліса Клейбанова 6–3, 6–2                                                                      | Олена Дементьєва                                                   | Сібіль Баммер Моріта Аюмі           | Магдалена Рибарикова Чжан Кайчжень Анастасія Родіонова Шанелль Схеперс |
| 22 лютого | Malaysian Open Куала-Лумпур, Малайзія WTA International $220,000 – Хард (п) – 32S/32Q/16D Одиночний розряд – Парний розряд         | Чжань Юнжань Чжен Цзє 6–7(4), 6–2, [10–7]                                                      | Анастасія Родіонова Аріна Родіонова                                | Сібіль Баммер Моріта Аюмі           | Магдалена Рибарикова Чжан Кайчжень Анастасія Родіонова Шанелль Схеперс |

### Березень
| Тиждень               | Турнір | Чемпіонки                                                  | Фіналістки                     | Півфіналістки                          | Чвертьфіналістки                                                      |
| --------------------- | --- | ---------------------------------------------------------- | ------------------------------ | -------------------------------------- | --------------------------------------------------------------------- |
| 1 березня             | Monterrey Open Монтеррей, Мексика WTA International $220,000 – Хард – 32S/32Q/16D Одиночний розряд – Парний розряд        | Анастасія Павлюченкова 1–6, 6–1, 6–0                       | Даніела Гантухова              | Анастасія Севастова Домініка Цібулкова | Алізе Корне Клара Закопалова Агнеш Савай Ваня Кінґ                    |
| 1 березня             | Monterrey Open Монтеррей, Мексика WTA International $220,000 – Хард – 32S/32Q/16D Одиночний розряд – Парний розряд        | Івета Бенешова Барбора Заглавова-Стрицова 3–6, 6–4, [10–8] | Анна-Лена Гренефельд Ваня Кінґ | Анастасія Севастова Домініка Цібулкова | Алізе Корне Клара Закопалова Агнеш Савай Ваня Кінґ                    |
| 8 березня 15 березня  | BNP Paribas Open Індіан-Веллс, США WTA Premier Mandatory $4,500,000 – Хард – 96S/48Q/32D Одиночний розряд – Парний розряд | Єлена Янкович 6–2, 6–4                                     | Каролін Возняцкі               | Саманта Стосур Агнешка Радванська      | Аліса Клейбанова Марія Хосе Мартінес Санчес Олена Дементьєва Чжен Цзє |
| 8 березня 15 березня  | BNP Paribas Open Індіан-Веллс, США WTA Premier Mandatory $4,500,000 – Хард – 96S/48Q/32D Одиночний розряд – Парний розряд | Квета Пешке Катарина Среботнік 6–4, 2–6, 10–5              | Надія Петрова Саманта Стосур   | Саманта Стосур Агнешка Радванська      | Аліса Клейбанова Марія Хосе Мартінес Санчес Олена Дементьєва Чжен Цзє |
| 22 березня 29 березня | Sony Ericsson Open Маямі, США WTA Premier Mandatory $4,500,000 – Хард – 96S/48Q/32D Одиночний розряд – Парний розряд      | Кім Клейстерс 6–2, 6–1                                     | Вінус Вільямс                  | Маріон Бартолі Жустін Енен             | Яніна Вікмаєр Агнешка Радванська Саманта Стосур Каролін Возняцкі      |
| 22 березня 29 березня | Sony Ericsson Open Маямі, США WTA Premier Mandatory $4,500,000 – Хард – 96S/48Q/32D Одиночний розряд – Парний розряд      | Хісела Дулко Флавія Пеннетта 6–3, 4–6, 10–7                | Надія Петрова Саманта Стосур   | Маріон Бартолі Жустін Енен             | Яніна Вікмаєр Агнешка Радванська Саманта Стосур Каролін Возняцкі      |

### Квітень
| Тиждень   | Турнір | Чемпіонки                                                       | Фіналістки                          | Півфіналістки                             | Чвертьфіналістки                                                         |
| --------- | --- | --------------------------------------------------------------- | ----------------------------------- | ----------------------------------------- | ------------------------------------------------------------------------ |
| 5 квітня  | MPS Group Championships Понте-Ведра-Біч, США WTA International $220,000 – ґрунт (зелений) – 32S/32Q/16D Одиночний розряд – Парний розряд | Каролін Возняцкі 6–2, 7–5                                       | Ольга Говорцова                     | Олена Весніна Домініка Цібулкова          | Анастасія Павлюченкова Мелані Уден Александра Возняк Варвара Лепченко    |
| 5 квітня  | MPS Group Championships Понте-Ведра-Біч, США WTA International $220,000 – ґрунт (зелений) – 32S/32Q/16D Одиночний розряд – Парний розряд | Бетані Маттек-Сендс Янь Цзи 4–6, 6–4, [10–8]                    | Чжуан Цзяжун Пен Шуай               | Олена Весніна Домініка Цібулкова          | Анастасія Павлюченкова Мелані Уден Александра Возняк Варвара Лепченко    |
| 5 квітня  | Andalucia Tennis Experience Марбелья, Іспанія WTA International $220,000 – ґрунт – 32S/32Q/16D Одиночний розряд – Парний розряд          | Флавія Пеннетта 6–2, 4–6, 6–3                                   | Карла Суарес Наварро                | Марія Хосе Мартінес Санчес Сара Еррані    | Вікторія Азаренко Татьяна Малек Беатріс Гарсія-Відагані Симона Халеп     |
| 5 квітня  | Andalucia Tennis Experience Марбелья, Іспанія WTA International $220,000 – ґрунт – 32S/32Q/16D Одиночний розряд – Парний розряд          | Сара Еррані Роберта Вінчі 6–4, 6–2                              | Марія Кондратьєва Ярослава Шведова  | Марія Хосе Мартінес Санчес Сара Еррані    | Вікторія Азаренко Татьяна Малек Беатріс Гарсія-Відагані Симона Халеп     |
| 12 квітня | Family Circle Cup Чарлстон, США WTA Premier $700,000 – ґрунт (зелений) – 56S/32Q/16D Одиночний розряд – Парний розряд                    | Саманта Стосур 6–0, 6–3                                         | Віра Звонарьова                     | Каролін Возняцкі Даніела Гантухова        | Надія Петрова Мелані Уден Пен Шуай Єлена Янкович                         |
| 12 квітня | Family Circle Cup Чарлстон, США WTA Premier $700,000 – ґрунт (зелений) – 56S/32Q/16D Одиночний розряд – Парний розряд                    | Лізель Губер Надія Петрова 6–3, 6–4                             | Ваня Кінґ Міхаелла Крайчек          | Каролін Возняцкі Даніела Гантухова        | Надія Петрова Мелані Уден Пен Шуай Єлена Янкович                         |
| 12 квітня | Барселона Ladies Open Барселона, Іспанія WTA International $220,000 – ґрунт – 32S/32Q/16D Одиночний розряд – Парний розряд               | Франческа Ск'явоне 6–1, 6–1                                     | Роберта Вінчі                       | Ярослава Шведова Александра Дулгеру       | Карла Суарес Наварро Івета Бенешова Аранча Парра Сантонха Тімеа Бачинскі |
| 12 квітня | Барселона Ladies Open Барселона, Іспанія WTA International $220,000 – ґрунт – 32S/32Q/16D Одиночний розряд – Парний розряд               | Сара Еррані Роберта Вінчі 6–1, 3–6, [10–2]                      | Тімеа Бачинскі Татьяна Гарбін       | Ярослава Шведова Александра Дулгеру       | Карла Суарес Наварро Івета Бенешова Аранча Парра Сантонха Тімеа Бачинскі |
| 19 квітня | Півфінал Кубка Федерації Рим, Італія – ґрунт Бірмінгем, США – Хард (п)                                                                   | Перемогли в півфіналах Італія 5–0 · Сполучені Штати Америки 3–2 | Програли в півфіналах Чехія · Росія |                                           |                                                                          |
| 26 квітня | Porsche Tennis Grand Prix Штутгарт, Німеччина WTA Premier $700,000 – ґрунт (п) – 32S/32Q/16D Одиночний розряд – Парний розряд            | Жустін Енен 6–4, 2–6, 6–1                                       | Саманта Стосур                      | Лапущенкова Анна Олександрівна Шахар Пеєр | Луціє Шафарова Лі На Єлена Янкович Дінара Сафіна                         |
| 26 квітня | Porsche Tennis Grand Prix Штутгарт, Німеччина WTA Premier $700,000 – ґрунт (п) – 32S/32Q/16D Одиночний розряд – Парний розряд            | Хісела Дулко Флавія Пеннетта 3–6, 7–6(3), [10–5]                | Квета Пешке Катарина Среботнік      | Лапущенкова Анна Олександрівна Шахар Пеєр | Луціє Шафарова Лі На Єлена Янкович Дінара Сафіна                         |
| 26 квітня | Grand Prix SAR La Princesse Lalla Meryem Фес, Марокко WTA International $220,000 – ґрунт – 32S/32Q/16D Одиночний розряд – Парний розряд  | Івета Бенешова 6–4, 6–2                                         | Симона Халеп                        | Алізе Корне Рената Ворачова               | Енн Кеотавонг Лаура Поус-Тіо Анджелік Кербер Патті Шнідер                |
| 26 квітня | Grand Prix SAR La Princesse Lalla Meryem Фес, Марокко WTA International $220,000 – ґрунт – 32S/32Q/16D Одиночний розряд – Парний розряд  | Івета Бенешова Анабель Медіна Гаррігес 6–3, 6–1                 | Луціє Градецька Рената Ворачова     | Алізе Корне Рената Ворачова               | Енн Кеотавонг Лаура Поус-Тіо Анджелік Кербер Патті Шнідер                |

### Травень
| Тиждень             | Турнір | Чемпіонки                                             | Фіналістки                                        | Півфіналістки                     | Чвертьфіналістки                                                    |
| ------------------- | --- | ----------------------------------------------------- | ------------------------------------------------- | --------------------------------- | ------------------------------------------------------------------- |
| 3 травня            | Internazionali BNL d'Italia Рим, Італія WTA Premier 5 $2,000,000 – ґрунт – 56S/32Q/28D Одиночний розряд – Парний розряд                                  | Марія Хосе Мартінес Санчес 7–6(5), 7–5                | Єлена Янкович                                     | Серена Вільямс Ана Іванович       | Марія Кириленко Вінус Вільямс Надія Петрова Луціє Шафарова          |
| 3 травня            | Internazionali BNL d'Italia Рим, Італія WTA Premier 5 $2,000,000 – ґрунт – 56S/32Q/28D Одиночний розряд – Парний розряд                                  | Хісела Дулко Флавія Пеннетта 6–4, 6–2                 | Нурія Льягостера Вівес Марія Хосе Мартінес Санчес | Серена Вільямс Ана Іванович       | Марія Кириленко Вінус Вільямс Надія Петрова Луціє Шафарова          |
| 3 травня            | Estoril Open Ештуріл, Португалія WTA International $220,000 – ґрунт – 32S/32Q/16D Одиночний розряд – Парний розряд                                       | Анастасія Севастова 6–2, 7–5                          | Аранча Парра Сантонха                             | Пен Шуай Сорана Кирстя            | Анастасія Родіонова Анабель Медіна Гаррігес Ярміла Грот Аранча Рус  |
| 3 травня            | Estoril Open Ештуріл, Португалія WTA International $220,000 – ґрунт – 32S/32Q/16D Одиночний розряд – Парний розряд                                       | Сорана Кирстя Анабель Медіна Гаррігес 6–1, 7–5        | Віталія Дяченко Орелі Веді                        | Пен Шуай Сорана Кирстя            | Анастасія Родіонова Анабель Медіна Гаррігес Ярміла Грот Аранча Рус  |
| 10 травня           | Mutua Madrileña Madrid Open Мадрид, Іспанія WTA Premier Mandatory $4,500,000 – ґрунт – 60S/32Q/28D Одиночний розряд – Парний розряд                      | Араван Резаї 6–2, 7–5                                 | Вінус Вільямс                                     | Луціє Шафарова Шахар Пеєр         | Надія Петрова Єлена Янкович Саманта Стосур Лі На                    |
| 10 травня           | Mutua Madrileña Madrid Open Мадрид, Іспанія WTA Premier Mandatory $4,500,000 – ґрунт – 60S/32Q/28D Одиночний розряд – Парний розряд                      | Серена Вільямс Вінус Вільямс 6–2, 7–5                 | Хісела Дулко Флавія Пеннетта                      | Луціє Шафарова Шахар Пеєр         | Надія Петрова Єлена Янкович Саманта Стосур Лі На                    |
| 17 травня           | Polsat Warsaw Open Варшава, Польща WTA Premier $600,000 – ґрунт – 32S/32Q/16D Одиночний розряд – Парний розряд                                           | Александра Дулгеру 6–3, 6–4                           | Чжен Цзє                                          | Грета Арн Лі На                   | Каролін Возняцкі Альона Бондаренко Сара Еррані Цветана Піронкова    |
| 17 травня           | Polsat Warsaw Open Варшава, Польща WTA Premier $600,000 – ґрунт – 32S/32Q/16D Одиночний розряд – Парний розряд                                           | Вірхінія Руано Паскуаль Меган Шонессі 6–3, 6–4        | Кара Блек Янь Цзи                                 | Грета Арн Лі На                   | Каролін Возняцкі Альона Бондаренко Сара Еррані Цветана Піронкова    |
| 17 травня           | Internationaux de Strasbourg Страсбург, Франція WTA International $220,000 – ґрунт – 32S/30Q/16D Одиночний розряд – Парний розряд                        | Марія Шарапова 7–5, 6–1                               | Крістіна Барруа                                   | Анабель Медіна Гаррігес Ваня Кінґ | Юлія Гергес Софія Арвідссон Анастасія Севастова Анастасія Родіонова |
| 17 травня           | Internationaux de Strasbourg Страсбург, Франція WTA International $220,000 – ґрунт – 32S/30Q/16D Одиночний розряд – Парний розряд                        | Алізе Корне Ваня Кінґ 3–6, 6–4, [10–7]                | Алла Кудрявцева Анастасія Родіонова               | Анабель Медіна Гаррігес Ваня Кінґ | Юлія Гергес Софія Арвідссон Анастасія Севастова Анастасія Родіонова |
| 24 травня 31 травня | Відкритий чемпіонат Франції Париж, Франція Великий шолом $9,938,926 – ґрунт – 128S/96Q/64D/32X Одиночний розряд – Парний розряд – Змішаний парний розряд | Франческа Ск'явоне 6–4, 7–6(2)                        | Саманта Стосур                                    | Єлена Янкович Олена Дементьєва    | Серена Вільямс Ярослава Шведова Каролін Возняцкі Надія Петрова      |
| 24 травня 31 травня | Відкритий чемпіонат Франції Париж, Франція Великий шолом $9,938,926 – ґрунт – 128S/96Q/64D/32X Одиночний розряд – Парний розряд – Змішаний парний розряд | Серена Вільямс Вінус Вільямс 6–2, 6–3                 | Квета Пешке Катарина Среботнік                    | Єлена Янкович Олена Дементьєва    | Серена Вільямс Ярослава Шведова Каролін Возняцкі Надія Петрова      |
| 24 травня 31 травня | Відкритий чемпіонат Франції Париж, Франція Великий шолом $9,938,926 – ґрунт – 128S/96Q/64D/32X Одиночний розряд – Парний розряд – Змішаний парний розряд | Катарина Среботнік Ненад Зімоньїч 4–6, 7–6(5), [11–9] | Ярослава Шведова Юліан Ноул                       | Єлена Янкович Олена Дементьєва    | Серена Вільямс Ярослава Шведова Каролін Возняцкі Надія Петрова      |

### Червень
| Тиждень             | Турнір | Чемпіонки                                          | Фіналістки                       | Півфіналістки                       | Чвертьфіналістки                                                          |
| ------------------- | --- | -------------------------------------------------- | -------------------------------- | ----------------------------------- | ------------------------------------------------------------------------- |
| 7 червня            | Aegon Classic Бірмінгем, Велика Британія WTA International $220,000 – Трава – 56S/32Q/16D Одиночний розряд – Парний розряд                                                | Лі На 7–5, 6–1                                     | Марія Шарапова                   | Араван Резаї Алісон Ріск            | Кая Канепі Сара Еррані Яніна Вікмаєр Сесил Каратанчева                    |
| 7 червня            | Aegon Classic Бірмінгем, Велика Британія WTA International $220,000 – Трава – 56S/32Q/16D Одиночний розряд – Парний розряд                                                | Кара Блек Ліза Реймонд 6–3, 3–2 знялася            | Лізель Губер Бетані Маттек-Сендс | Араван Резаї Алісон Ріск            | Кая Канепі Сара Еррані Яніна Вікмаєр Сесил Каратанчева                    |
| 14 червня           | Aegon International Істборн, Велика Британія WTA Premier $600,000 – Трава – 32S/32Q/16D Одиночний розряд – Парний розряд                                                  | Катерина Макарова 7–6(5), 6–4                      | Вікторія Азаренко                | Маріон Бартолі Саманта Стосур       | Марія Хосе Мартінес Санчес Кім Клейстерс Олена Балтача Світлана Кузнецова |
| 14 червня           | Aegon International Істборн, Велика Британія WTA Premier $600,000 – Трава – 32S/32Q/16D Одиночний розряд – Парний розряд                                                  | Ліза Реймонд Ренне Стаббс 6–2, 2–6, 13–11          | Квета Пешке Катарина Среботнік   | Маріон Бартолі Саманта Стосур       | Марія Хосе Мартінес Санчес Кім Клейстерс Олена Балтача Світлана Кузнецова |
| 14 червня           | UNICEF Open 'с-Гертогенбос, Нідерланди WTA International $220,000 – Трава – 32S/16Q/16D Одиночний розряд – Парний розряд                                                  | Жустін Енен 3–6, 6–3, 6–4                          | Андреа Петкович                  | Александра Дулгеру Кірстен Фліпкенс | Крістіна Барруа Ярослава Шведова Домініка Цібулкова Сандра Заглавова      |
| 14 червня           | UNICEF Open 'с-Гертогенбос, Нідерланди WTA International $220,000 – Трава – 32S/16Q/16D Одиночний розряд – Парний розряд                                                  | Алла Кудрявцева Анастасія Родіонова 3–6, 6–3, 10–8 | Ваня Кінґ Ярослава Шведова       | Александра Дулгеру Кірстен Фліпкенс | Крістіна Барруа Ярослава Шведова Домініка Цібулкова Сандра Заглавова      |
| 21 червня 28 червня | Вімблдон Лондон, Велика Британія Великий шолом $9,781,631 – Трава 128S/96Q/64D/48X Одиночний розряд – Парний розряд – Змішаний парний розряд – Ladies' Invitation Doubles | Серена Вільямс 6–3, 6–2                            | Віра Звонарьова                  | Петра Квітова Цветана Піронкова     | Лі На Кая Канепі Кім Клейстерс Вінус Вільямс                              |
| 21 червня 28 червня | Вімблдон Лондон, Велика Британія Великий шолом $9,781,631 – Трава 128S/96Q/64D/48X Одиночний розряд – Парний розряд – Змішаний парний розряд – Ladies' Invitation Doubles | Ваня Кінґ Ярослава Шведова 7–6(6), 6–2             | Олена Весніна Віра Звонарьова    | Петра Квітова Цветана Піронкова     | Лі На Кая Канепі Кім Клейстерс Вінус Вільямс                              |
| 21 червня 28 червня | Вімблдон Лондон, Велика Британія Великий шолом $9,781,631 – Трава 128S/96Q/64D/48X Одиночний розряд – Парний розряд – Змішаний парний розряд – Ladies' Invitation Doubles | Кара Блек Леандер Паес 6–4, 7–6(5)                 | Ліза Реймонд Веслі Муді          | Петра Квітова Цветана Піронкова     | Лі На Кая Канепі Кім Клейстерс Вінус Вільямс                              |

### Липень
| Тиждень  | Турнір | Чемпіонки                                                   | Фіналістки                                 | Півфіналістки                        | Чвертьфіналістки                                                         |
| -------- | --- | ----------------------------------------------------------- | ------------------------------------------ | ------------------------------------ | ------------------------------------------------------------------------ |
| 5 липня  | GDF Suez Grand Prix Будапешт, Угорщина WTA International $220,000 – ґрунт – 32S/32Q/16D Одиночний розряд – Парний розряд              | Агнеш Савай 6–2, 6–4                                        | Патті Шнідер                               | Зузана Ондрашкова Александра Дулгеру | Полона Герцог Анабель Медіна Гаррігес Алізе Корне Анастасія Севастова    |
| 5 липня  | GDF Suez Grand Prix Будапешт, Угорщина WTA International $220,000 – ґрунт – 32S/32Q/16D Одиночний розряд – Парний розряд              | Тімеа Бачинскі Татьяна Гарбін 6–3, 6–3                      | Сорана Кирстя Анабель Медіна Гаррігес      | Зузана Ондрашкова Александра Дулгеру | Полона Герцог Анабель Медіна Гаррігес Алізе Корне Анастасія Севастова    |
| 5 липня  | Collector Swedish Open Бостад, Швеція WTA International $220,000 – ґрунт – 32S/32Q/16D Одиночний розряд – Парний розряд               | Араван Резаї 6–3, 4–6, 6–4                                  | Хісела Дулко                               | Флавія Пеннетта Луціє Шафарова       | Джилл Крейбас Ана Врлич Барбора Заглавова-Стрицова Аранча Парра Сантонха |
| 5 липня  | Collector Swedish Open Бостад, Швеція WTA International $220,000 – ґрунт – 32S/32Q/16D Одиночний розряд – Парний розряд               | Хісела Дулко Флавія Пеннетта 7–6(0), 6–0                    | Рената Ворачова Барбора Заглавова-Стрицова | Флавія Пеннетта Луціє Шафарова       | Джилл Крейбас Ана Врлич Барбора Заглавова-Стрицова Аранча Парра Сантонха |
| 12 липня | Internazionali Femminili di Palermo Palermo, Італія WTA International $220,000 – ґрунт – 32S/32Q/16D Одиночний розряд – Парний розряд | Кая Канепі 6–4, 6–3                                         | Флавія Пеннетта                            | Юлія Гергес Роміна Опранді           | Нурія Льягостера Вівес Джилл Крейбас Сара Еррані Араван Резаї            |
| 12 липня | Internazionali Femminili di Palermo Palermo, Італія WTA International $220,000 – ґрунт – 32S/32Q/16D Одиночний розряд – Парний розряд | Альберта Бріанті Сара Еррані 6–4, 6–1                       | Джилл Крейбас Юлія Гергес                  | Юлія Гергес Роміна Опранді           | Нурія Льягостера Вівес Джилл Крейбас Сара Еррані Араван Резаї            |
| 12 липня | ECM Prague Open Прага, Чехія WTA International $220,000 – ґрунт – 32S/32Q/16D Одиночний розряд – Парний розряд                        | Агнеш Савай 6–2, 1–6, 6–2                                   | Барбора Заглавова-Стрицова                 | Патті Шнідер Луціє Градецька         | Юганна Ларссон Анна Татішвілі Анабель Медіна Гаррігес Полона Герцог      |
| 12 липня | ECM Prague Open Прага, Чехія WTA International $220,000 – ґрунт – 32S/32Q/16D Одиночний розряд – Парний розряд                        | Тімеа Бачинскі Татьяна Гарбін 7–5, 7–6(4)                   | Моніка Нікулеску Агнеш Савай               | Патті Шнідер Луціє Градецька         | Юганна Ларссон Анна Татішвілі Анабель Медіна Гаррігес Полона Герцог      |
| 19 липня | Banka Koper Slovenia Open Порторож, Словенія WTA International $220,000 – Хард – 32S/32Q/16D Одиночний розряд – Парний розряд         | Анна Чакветадзе 6–1, 6–2                                    | Юганна Ларссон                             | Ксенія Первак Полона Герцог          | Анастасія Якімова Анастасія Павлюченкова Віра Душевіна Штефані Феґеле    |
| 19 липня | Banka Koper Slovenia Open Порторож, Словенія WTA International $220,000 – Хард – 32S/32Q/16D Одиночний розряд – Парний розряд         | Марія Кондратьєва Владіміра Угліржова 6–4, 2–6, [10–7]      | Анна Чакветадзе Марина Еракович            | Ксенія Первак Полона Герцог          | Анастасія Якімова Анастасія Павлюченкова Віра Душевіна Штефані Феґеле    |
| 19 липня | NÜRNBERGER Gastein Ladies Бад-Гастайн, Австрія WTA International $220,000 – ґрунт – 32S/32Q/16D Одиночний розряд – Парний розряд      | Юлія Гергес 6–1, 6–4                                        | Тімеа Бачинскі                             | Алізе Корне Івонн Мойсбургер         | Патріція Майр Анастасія Пивоварова Анастасія Севастова Сандра Заглавова  |
| 19 липня | NÜRNBERGER Gastein Ladies Бад-Гастайн, Австрія WTA International $220,000 – ґрунт – 32S/32Q/16D Одиночний розряд – Парний розряд      | Луціє Градецька Анабель Медіна Гаррігес 6–7(2), 6–1, [10–5] | Тімеа Бачинскі Татьяна Гарбін              | Алізе Корне Івонн Мойсбургер         | Патріція Майр Анастасія Пивоварова Анастасія Севастова Сандра Заглавова  |
| 26 липня | Bank of the West Classic Стенфорд , США WTA Premier $700,000 – Хард – 30S/32Q/16D Одиночний розряд – Парний розряд                    | Вікторія Азаренко 6–4, 6–1                                  | Марія Шарапова                             | Саманта Стосур Агнешка Радванська    | Яніна Вікмаєр Маріон Бартолі Марія Кириленко Олена Дементьєва            |
| 26 липня | Bank of the West Classic Стенфорд , США WTA Premier $700,000 – Хард – 30S/32Q/16D Одиночний розряд – Парний розряд                    | Ліндсі Девенпорт Лізель Губер 7–5, 6–7(8), [10–8]           | Чжань Юнжань Чжен Цзє                      | Саманта Стосур Агнешка Радванська    | Яніна Вікмаєр Маріон Бартолі Марія Кириленко Олена Дементьєва            |
| 26 липня | İstanbul Cup Стамбул, Туреччина WTA International $220,000 – Хард – 32S/32Q/16D Одиночний розряд – Парний розряд                      | Анастасія Павлюченкова 5–7, 7–5, 6–4                        | Олена Весніна                              | Андреа Петкович Ярміла Грот          | Олена Балтача Анастасія Родіонова Сорана Кирстя Віра Душевіна            |
| 26 липня | İstanbul Cup Стамбул, Туреччина WTA International $220,000 – Хард – 32S/32Q/16D Одиночний розряд – Парний розряд                      | Елені Даніліду Ясмін Вер 6–4, 1–6, [11–9]                   | Марія Кондратьєва Владіміра Угліржова      | Андреа Петкович Ярміла Грот          | Олена Балтача Анастасія Родіонова Сорана Кирстя Віра Душевіна            |

### Серпень
| Тиждень             | Турнір | Чемпіонки                                        | Фіналістки                        | Півфіналістки                        | Чвертьфіналістки                                                 |
| ------------------- | --- | ------------------------------------------------ | --------------------------------- | ------------------------------------ | ---------------------------------------------------------------- |
| 2 серпня            | Mercury Insurance Open Сан-Дієго, США WTA Premier $700,000 – Хард – 30S/32Q/16D Одиночний розряд – Парний розряд                                   | Світлана Кузнецова 6–4, 6–7(7), 6–3              | Агнешка Радванська                | Даніела Гантухова Флавія Пеннетта    | Аліса Клейбанова Шахар Пеєр Коко Вандевей Саманта Стосур         |
| 2 серпня            | Mercury Insurance Open Сан-Дієго, США WTA Premier $700,000 – Хард – 30S/32Q/16D Одиночний розряд – Парний розряд                                   | Марія Кириленко Чжен Цзє 6–4, 6–4                | Ліза Реймонд Ренне Стаббс         | Даніела Гантухова Флавія Пеннетта    | Аліса Клейбанова Шахар Пеєр Коко Вандевей Саманта Стосур         |
| 2 серпня            | e-Boks Sony Ericsson Open Копенгаген, Данія WTA International $220,000 – Килим (i) – 32S/32Q/16D Одиночний розряд – Парний розряд                  | Каролін Возняцкі 6–2, 7–6(5)                     | Клара Закопалова                  | Анна Чакветадзе Лі На                | Юлія Гергес Полона Герцог Сорана Кирстя Анджелік Кербер          |
| 2 серпня            | e-Boks Sony Ericsson Open Копенгаген, Данія WTA International $220,000 – Килим (i) – 32S/32Q/16D Одиночний розряд – Парний розряд                  | Юлія Гергес Анна-Лена Гренефельд 6–4, 6–4        | Віталія Дяченко Тетяна Пучек      | Анна Чакветадзе Лі На                | Юлія Гергес Полона Герцог Сорана Кирстя Анджелік Кербер          |
| 9 серпня            | W&S Financial Group Women's Open Мейсон, США WTA Premier 5 $2,000,000 – Хард – 56S/48Q/28D Одиночний розряд – Парний розряд                        | Кім Клейстерс 2–6, 7–6(4), 6–2                   | Марія Шарапова                    | Ана Іванович Анастасія Павлюченкова  | Акгуль Аманмурадова Флавія Пеннетта Яніна Вікмаєр Маріон Бартолі |
| 9 серпня            | W&S Financial Group Women's Open Мейсон, США WTA Premier 5 $2,000,000 – Хард – 56S/48Q/28D Одиночний розряд – Парний розряд                        | Вікторія Азаренко Марія Кириленко 7–6(4), 7–6(8) | Ліза Реймонд Ренне Стаббс         | Ана Іванович Анастасія Павлюченкова  | Акгуль Аманмурадова Флавія Пеннетта Яніна Вікмаєр Маріон Бартолі |
| 16 серпня           | Rogers Cup Монреаль, Канада WTA Premier 5 $2,000,000 – Хард – 56S/32Q/28D Одиночний розряд – Парний розряд                                         | Каролін Возняцкі 6–3, 6–2                        | Віра Звонарьова                   | Вікторія Азаренко Світлана Кузнецова | Маріон Бартолі Кім Клейстерс Чжен Цзє Франческа Ск'явоне         |
| 16 серпня           | Rogers Cup Монреаль, Канада WTA Premier 5 $2,000,000 – Хард – 56S/32Q/28D Одиночний розряд – Парний розряд                                         | Хісела Дулко Флавія Пеннетта 7–5, 3–6, [12–10]   | Квета Пешке Катарина Среботнік    | Вікторія Азаренко Світлана Кузнецова | Маріон Бартолі Кім Клейстерс Чжен Цзє Франческа Ск'явоне         |
| 23 серпня           | Pilot Pen Tennis Нью-Гейвен, США WTA Premier $600,000 – Хард – 30S/32Q/16D Одиночний розряд – Парний розряд                                        | Каролін Возняцкі 6–3, 3–6, 6–3                   | Надія Петрова                     | Олена Дементьєва Марія Кириленко     | Флавія Пеннетта Маріон Бартолі Дінара Сафіна Саманта Стосур      |
| 23 серпня           | Pilot Pen Tennis Нью-Гейвен, США WTA Premier $600,000 – Хард – 30S/32Q/16D Одиночний розряд – Парний розряд                                        | Квета Пешке Катарина Среботнік 7–5, 6–0          | Бетані Маттек-Сендс Меган Шонессі | Олена Дементьєва Марія Кириленко     | Флавія Пеннетта Маріон Бартолі Дінара Сафіна Саманта Стосур      |
| 30 серпня 6 вересня | Відкритий чемпіонат США Нью-Йорк, США Великий шолом $10,258,000 – Хард 128S/128Q/64D/32X Одиночний розряд - Парний розряд – Змішаний парний розряд | Кім Клейстерс 6–2, 6–1                           | Віра Звонарьова                   | Каролін Возняцкі Вінус Вільямс       | Домініка Цібулкова Кая Канепі Франческа Ск'явоне Саманта Стосур  |
| 30 серпня 6 вересня | Відкритий чемпіонат США Нью-Йорк, США Великий шолом $10,258,000 – Хард 128S/128Q/64D/32X Одиночний розряд - Парний розряд – Змішаний парний розряд | Ваня Кінґ Ярослава Шведова 2–6, 6–4, 7–6(4)      | Лізель Губер Надія Петрова        | Каролін Возняцкі Вінус Вільямс       | Домініка Цібулкова Кая Канепі Франческа Ск'явоне Саманта Стосур  |
| 30 серпня 6 вересня | Відкритий чемпіонат США Нью-Йорк, США Великий шолом $10,258,000 – Хард 128S/128Q/64D/32X Одиночний розряд - Парний розряд – Змішаний парний розряд | Лізель Губер Боб Браян 6–4, 6–4                  | Квета Пешке Айсам-уль-Хак Куреші  | Каролін Возняцкі Вінус Вільямс       | Домініка Цібулкова Кая Канепі Франческа Ск'явоне Саманта Стосур  |

### Вересень
| Тиждень    | Турнір | Чемпіонки                                                  | Фіналістки                                     | Півфіналістки                        | Чвертьфіналістки                                                    |
| ---------- | --- | ---------------------------------------------------------- | ---------------------------------------------- | ------------------------------------ | ------------------------------------------------------------------- |
| 13 вересня | Guangzhou International Women's Open Гуанчжоу, КНР WTA International $220,000 – Хард – 32S/32Q/16D Одиночний розряд – Парний розряд | Ярміла Грот 6–1, 6–4                                       | Алла Кудрявцева                                | Едіна Галловіц Чжан Шуай             | Марія Елена Камерін Хань Сіньюнь Саня Мірза Ксенія Первак           |
| 13 вересня | Guangzhou International Women's Open Гуанчжоу, КНР WTA International $220,000 – Хард – 32S/32Q/16D Одиночний розряд – Парний розряд | Едіна Галловіц Саня Мірза 7–5, 6–3                         | Хань Сіньюнь Лю Ваньтін                        | Едіна Галловіц Чжан Шуай             | Марія Елена Камерін Хань Сіньюнь Саня Мірза Ксенія Первак           |
| 13 вересня | Bell Challenge Квебек, Канада WTA International $220,000 – Килим (i) – 32S/32Q/16D Одиночний розряд – Парний розряд                 | Таміра Пашек 7–6(6), 2–6, 7–5                              | Бетані Маттек-Сендс                            | Луціє Шафарова Крістіна Макгейл      | Ребекка Маріно Мелані Уден Алекса Ґлетч Софія Арвідссон             |
| 13 вересня | Bell Challenge Квебек, Канада WTA International $220,000 – Килим (i) – 32S/32Q/16D Одиночний розряд – Парний розряд                 | Софія Арвідссон Юганна Ларссон 6–1, 2–6, [10–6]            | Бетані Маттек-Сендс Барбора Заглавова-Стрицова | Луціє Шафарова Крістіна Макгейл      | Ребекка Маріно Мелані Уден Алекса Ґлетч Софія Арвідссон             |
| 20 вересня | Hansol Korea Open Сеул, Південна Корея WTA International $220,000 – Хард – 32S/32Q/16D Одиночний розряд – Парний розряд             | Аліса Клейбанова 6–1, 6–3                                  | Клара Закопалова                               | Надія Петрова Агнеш Савай            | Кірстен Фліпкенс Дінара Сафіна Катерина Макарова Кіміко Дате        |
| 20 вересня | Hansol Korea Open Сеул, Південна Корея WTA International $220,000 – Хард – 32S/32Q/16D Одиночний розряд – Парний розряд             | Юлія Гергес Полона Герцог 6–3, 6–4                         | Наталі Грандін Владіміра Угліржова             | Надія Петрова Агнеш Савай            | Кірстен Фліпкенс Дінара Сафіна Катерина Макарова Кіміко Дате        |
| 20 вересня | Tashkent Open Ташкент, Узбекистан WTA International $220,000 – Хард – 32S/32Q/16D Одиночний розряд – Парний розряд                  | Алла Кудрявцева 6–4, 6–4                                   | Олена Весніна                                  | Моніка Нікулеску Євгенія Родіна      | Александра Дулгеру Дар'я Кустова Штефані Феґеле Акгуль Аманмурадова |
| 20 вересня | Tashkent Open Ташкент, Узбекистан WTA International $220,000 – Хард – 32S/32Q/16D Одиночний розряд – Парний розряд                  | Олександра Панова Тетяна Пучек 6–3, 6–4                    | Александра Дулгеру Магдалена Рибарикова        | Моніка Нікулеску Євгенія Родіна      | Александра Дулгеру Дар'я Кустова Штефані Феґеле Акгуль Аманмурадова |
| 27 вересня | Toray Pan Pacific Open Токіо, Японія WTA Premier 5 $2,000,000 – Хард – 56S/32Q/16D Одиночний розряд – Парний розряд                 | Каролін Возняцкі 1–6, 6–2, 6–3                             | Олена Дементьєва                               | Вікторія Азаренко Франческа Ск'явоне | Агнешка Радванська Коко Вандевей Кая Канепі Віра Звонарьова         |
| 27 вересня | Toray Pan Pacific Open Токіо, Японія WTA Premier 5 $2,000,000 – Хард – 56S/32Q/16D Одиночний розряд – Парний розряд                 | Івета Бенешова Барбора Заглавова-Стрицова 6–4, 4–6, [10–8] | Шахар Пеєр Пен Шуай                            | Вікторія Азаренко Франческа Ск'явоне | Агнешка Радванська Коко Вандевей Кая Канепі Віра Звонарьова         |

### Жовтень
| Тиждень   | Турнір | Чемпіонки                                              | Фіналістки                                | Півфіналістки                            | Чвертьфіналістки                                                                           |
| --------- | --- | ------------------------------------------------------ | ----------------------------------------- | ---------------------------------------- | ------------------------------------------------------------------------------------------ |
| 4 жовтня  | China Open Пекін, Китайська Народна Республіка WTA Premier Mandatory $4,500,000 – Хард – 56S/32Q/28D Одиночний розряд – Парний розряд | Каролін Возняцкі 6–3, 3–6, 6–3                         | Віра Звонарьова                           | Шахар Пеєр Лі На                         | Ана Іванович Тімеа Бачинскі Анастасія Севастова Франческа Ск'явоне                         |
| 4 жовтня  | China Open Пекін, Китайська Народна Республіка WTA Premier Mandatory $4,500,000 – Хард – 56S/32Q/28D Одиночний розряд – Парний розряд | Чжуан Цзяжун Ольга Говорцова 7–6(2), 1–6, [10–7]       | Хісела Дулко Флавія Пеннетта              | Шахар Пеєр Лі На                         | Ана Іванович Тімеа Бачинскі Анастасія Севастова Франческа Ск'явоне                         |
| 11 жовтня | Generali Ladies Linz Лінц, Австрія WTA International $220,000 – Хард (п) – 32S/32Q/16D Одиночний розряд – Парний розряд               | Ана Іванович 6–1, 6–2                                  | Патті Шнідер                              | Роберта Вінчі Андреа Петкович            | Сара Еррані Юлія Гергес Елені Даніліду Даніела Гантухова                                   |
| 11 жовтня | Generali Ladies Linz Лінц, Австрія WTA International $220,000 – Хард (п) – 32S/32Q/16D Одиночний розряд – Парний розряд               | Рената Ворачова Барбора Заглавова-Стрицова 7–5, 7–6(6) | Квета Пешке Катарина Среботнік            | Роберта Вінчі Андреа Петкович            | Сара Еррані Юлія Гергес Елені Даніліду Даніела Гантухова                                   |
| 11 жовтня | HP Open Осака, Японія WTA International $220,000 – Хард – 32S/32Q/16D Одиночний розряд – Парний розряд                                | Тамарін Танасугарн 7–5, 6–7(4), 6–1                    | Кіміко Дате                               | Шахар Пеєр Маріон Бартолі                | Саманта Стосур Івета Бенешова Чжан Кайчжень Джилл Крейбас                                  |
| 11 жовтня | HP Open Осака, Японія WTA International $220,000 – Хард – 32S/32Q/16D Одиночний розряд – Парний розряд                                | Чжан Кайчжень Лілія Остерло 6–0, 6–3                   | Аояма Сюко Фудзівара Ріка                 | Шахар Пеєр Маріон Бартолі                | Саманта Стосур Івета Бенешова Чжан Кайчжень Джилл Крейбас                                  |
| 18 жовтня | Кубок Кремля Москва, Росія WTA Premier $1,000,000 – Хард (п) – 30S/32Q/16D Одиночний розряд – Парний розряд                           | Вікторія Азаренко 6–3, 6–4                             | Марія Кириленко                           | Віра Душевіна Марія Хосе Мартінес Санчес | Заріна Діяс Анна Чакветадзе Домініка Цібулкова Аліса Клейбанова                            |
| 18 жовтня | Кубок Кремля Москва, Росія WTA Premier $1,000,000 – Хард (п) – 30S/32Q/16D Одиночний розряд – Парний розряд                           | Хісела Дулко Флавія Пеннетта 6–3, 2–6, [10–6]          | Сара Еррані Марія Хосе Мартінес Санчес    | Віра Душевіна Марія Хосе Мартінес Санчес | Заріна Діяс Анна Чакветадзе Домініка Цібулкова Аліса Клейбанова                            |
| 18 жовтня | BGL Luxembourg Open Люксембург, Luxembourg WTA International $220,000 – Хард (п) – 32S/32Q/16D Одиночний розряд – Парний розряд       | Роберта Вінчі 6–3, 6–4                                 | Юлія Гергес                               | Анджелік Кербер Енн Кеотавонг            | Полона Герцог Ана Іванович Івета Бенешова Кірстен Фліпкенс                                 |
| 18 жовтня | BGL Luxembourg Open Люксембург, Luxembourg WTA International $220,000 – Хард (п) – 32S/32Q/16D Одиночний розряд – Парний розряд       | Тімеа Бачинскі Татьяна Гарбін 6–4, 6–4                 | Івета Бенешова Барбора Заглавова-Стрицова | Анджелік Кербер Енн Кеотавонг            | Полона Герцог Ана Іванович Івета Бенешова Кірстен Фліпкенс                                 |
| 25 жовтня | Sony Ericsson Championships Доха, Катар Чемпіонат закінчення року $4,550,000 – Хард – 8S (RR)/4D Одиночний розряд – Парний розряд     | Кім Клейстерс 6–3, 5–7, 6–3                            | Каролін Возняцкі                          | Саманта Стосур Віра Звонарьова           | Круговий турнір losers Франческа Ск'явоне Олена Дементьєва Єлена Янкович Вікторія Азаренко |
| 25 жовтня | Sony Ericsson Championships Доха, Катар Чемпіонат закінчення року $4,550,000 – Хард – 8S (RR)/4D Одиночний розряд – Парний розряд     | Хісела Дулко Флавія Пеннетта 7–5, 6–4                  | Квета Пешке Катарина Среботнік            | Саманта Стосур Віра Звонарьова           | Круговий турнір losers Франческа Ск'явоне Олена Дементьєва Єлена Янкович Вікторія Азаренко |

### Листопад
| Тиждень     | Турнір | Чемпіонки                | Фіналістки              | Півфіналістки                                       | Чвертьфіналістки                                        |
| ----------- | --- | ------------------------ | ----------------------- | --------------------------------------------------- | ------------------------------------------------------- |
| 1 листопада | Турнір чемпіонок Commonwealth Bank Балі, Індонезія Чемпіонат закінчення року $600,000 – Хард – 8S Одиночний розряд | Ана Іванович 6–2, 7–6(5) | Аліса Клейбанова        | Виграла в матчі за третє місце Кіміко Дате 7–5, 7–5 | Лі На Анастасія Павлюченкова Яніна Вікмаєр Араван Резаї |
| 1 листопада | Турнір чемпіонок Commonwealth Bank Балі, Індонезія Чемпіонат закінчення року $600,000 – Хард – 8S Одиночний розряд | Ана Іванович 6–2, 7–6(5) | Аліса Клейбанова        | Програла в матчі за третє місце Даніела Гантухова   | Лі На Анастасія Павлюченкова Яніна Вікмаєр Араван Резаї |
| 1 листопада | Фінал Кубка Федерації Сан-Дієго, США – Хард (п)                                                                    | Італія · 3–1             | Сполучені Штати Америки |                                                     |                                                         |

## Статистична інформація
Ці таблиці показують кількість виграних турнірів кожною окремою гравчинею та представницями різних країн. Враховані одиночні (S), парні (D) та змішані (X) титули на турнірах усіх рівнів: Великий шолом, чемпіонати закінчення сезону (Чемпіонат Туру WTA і Турнір Чемпіонок), Турніри WTA Premier (Premier Mandatory, Premier 5 і звичайні Premier), а також Турніри WTA International.
Гравчинь і країни розподілено за такими показниками:
1. Загальна кількість титулів (титул в парному розряді, виграний двома тенісистками, які представляють одну й ту саму країну, зараховано як  лише один виграш для країни);
2. Найбільша кількість турнірів вищої категорії (наприклад, наявність одного титулу Великого шолома дає перевагу над будь-якою комбінацією турнірів без такого досягнення);
3. Ієрархія розрядів: одиночний > парний > змішаний;
4. Алфавітний порядок (для гравчинь за прізвищем).

### Титули окремих гравчинь
| Загалом | Гравчиня                   | Великий шолом    | Великий шолом | Великий шолом   | Фінали року      | Фінали року   | Premier          | Premier       | International    | International | Всі турніри      | Всі турніри   | Всі турніри     |
| Загалом | Гравчиня                   | Одиночний розряд | Парний розряд | Змішаний розряд | Одиночний розряд | Парний розряд | Одиночний розряд | Парний розряд | Одиночний розряд | Парний розряд | Одиночний розряд | Парний розряд | Змішаний розряд |
| ------- | -------------------------- | ---------------- | ------------- | --------------- | ---------------- | ------------- | ---------------- | ------------- | ---------------- | ------------- | ---------------- | ------------- | --------------- |
| 8       | Флавія Пеннетта            |                  |               |                 |                  | 1             |                  | 5             | 1                | 1             | 1                | 7             |                 |
| 8       | Хісела Дулко               |                  |               |                 |                  | 1             |                  | 5             |                  | 2             |                  | 8             |                 |
| 6       | Каролін Возняцкі           |                  |               |                 |                  |               | 4                |               | 2                |               | 6                |               |                 |
| 5       | Серена Вільямс             | 2                | 2             |                 |                  |               |                  | 1             |                  |               | 2                | 3             |                 |
| 5       | Вінус Вільямс              |                  | 2             |                 |                  |               | 1                | 1             | 1                |               | 2                | 3             |                 |
| 5       | Кара Блек                  |                  |               | 2               |                  |               |                  | 1             |                  | 2             |                  | 3             | 2               |
| 5       | Кім Клейстерс              | 1                |               |                 | 1                |               | 2                |               | 1                |               | 5                |               |                 |
| 5       | Лізель Губер               |                  |               | 1               |                  |               |                  | 3             |                  | 1             |                  | 4             | 1               |
| 5       | Івета Бенешова             |                  |               |                 |                  |               |                  | 2             | 1                | 2             | 1                | 4             |                 |
| 5       | Барбора Заглавова-Стрицова |                  |               |                 |                  |               |                  | 2             |                  | 3             |                  | 5             |                 |
| 4       | Ваня Кінґ                  |                  | 2             |                 |                  |               |                  |               |                  | 2             |                  | 4             |                 |
| 3       | Катарина Среботнік         |                  |               | 1               |                  |               |                  | 2             |                  |               |                  | 2             | 1               |
| 3       | Вікторія Азаренко          |                  |               |                 |                  |               | 2                | 1             |                  |               | 2                | 1             |                 |
| 3       | Квета Пешке                |                  |               |                 |                  |               |                  | 2             |                  | 1             |                  | 3             |                 |
| 3       | Юлія Гергес                |                  |               |                 |                  |               |                  |               | 1                | 2             | 1                | 2             |                 |
| 3       | Роберта Вінчі              |                  |               |                 |                  |               |                  |               | 1                | 2             | 1                | 2             |                 |
| 3       | Тімеа Бачинскі             |                  |               |                 |                  |               |                  |               |                  | 3             |                  | 3             |                 |
| 3       | Сара Еррані                |                  |               |                 |                  |               |                  |               |                  | 3             |                  | 3             |                 |
| 3       | Татьяна Гарбін             |                  |               |                 |                  |               |                  |               |                  | 3             |                  | 3             |                 |
| 3       | Анабель Медіна Гаррігес    |                  |               |                 |                  |               |                  |               |                  | 3             |                  | 3             |                 |
| 2       | Ярослава Шведова           |                  | 2             |                 |                  |               |                  |               |                  |               |                  | 2             |                 |
| 2       | Франческа Ск'явоне         | 1                |               |                 |                  |               |                  |               | 1                |               | 2                |               |                 |
| 2       | Ана Іванович               |                  |               |                 | 1                |               |                  |               | 1                |               | 2                |               |                 |
| 2       | Олена Дементьєва           |                  |               |                 |                  |               | 2                |               |                  |               | 2                |               |                 |
| 2       | Марія Хосе Мартінес Санчес |                  |               |                 |                  |               | 1                | 1             |                  |               | 1                | 1             |                 |
| 2       | Жустін Енен                |                  |               |                 |                  |               | 1                |               | 1                |               | 2                |               |                 |
| 2       | Араван Резаї               |                  |               |                 |                  |               | 1                |               | 1                |               | 2                |               |                 |
| 2       | Марія Кириленко            |                  |               |                 |                  |               |                  | 2             |                  |               |                  | 2             |                 |
| 2       | Ліза Реймонд               |                  |               |                 |                  |               |                  | 1             |                  | 1             |                  | 2             |                 |
| 2       | Чжен Цзє                   |                  |               |                 |                  |               |                  | 1             |                  | 1             |                  | 2             |                 |
| 2       | Аліса Клейбанова           |                  |               |                 |                  |               |                  |               | 2                |               | 2                |               |                 |
| 2       | Анастасія Павлюченкова     |                  |               |                 |                  |               |                  |               | 2                |               | 2                |               |                 |
| 2       | Марія Шарапова             |                  |               |                 |                  |               |                  |               | 2                |               | 2                |               |                 |
| 2       | Агнеш Савай                |                  |               |                 |                  |               |                  |               | 2                |               | 2                |               |                 |
| 2       | Алла Кудрявцева            |                  |               |                 |                  |               |                  |               | 1                | 1             | 1                | 1             |                 |
| 2       | Тамарін Танасугарн         |                  |               |                 |                  |               |                  |               | 1                | 1             | 1                | 1             |                 |
| 2       | Едіна Галловіц             |                  |               |                 |                  |               |                  |               |                  | 2             |                  | 2             |                 |
| 2       | Полона Герцог              |                  |               |                 |                  |               |                  |               |                  | 2             |                  | 2             |                 |
| 2       | Луціє Градецька            |                  |               |                 |                  |               |                  |               |                  | 2             |                  | 2             |                 |
| 1       | Александра Дулгеру         |                  |               |                 |                  |               | 1                |               |                  |               | 1                |               |                 |
| 1       | Єлена Янкович              |                  |               |                 |                  |               | 1                |               |                  |               | 1                |               |                 |
| 1       | Світлана Кузнецова         |                  |               |                 |                  |               | 1                |               |                  |               | 1                |               |                 |
| 1       | Катерина Макарова          |                  |               |                 |                  |               | 1                |               |                  |               | 1                |               |                 |
| 1       | Саманта Стосур             |                  |               |                 |                  |               | 1                |               |                  |               | 1                |               |                 |
| 1       | Чжуан Цзяжун               |                  |               |                 |                  |               |                  | 1             |                  |               |                  | 1             |                 |
| 1       | Ліндсі Девенпорт           |                  |               |                 |                  |               |                  | 1             |                  |               |                  | 1             |                 |
| 1       | Ольга Говорцова            |                  |               |                 |                  |               |                  | 1             |                  |               |                  | 1             |                 |
| 1       | Нурія Льягостера Вівес     |                  |               |                 |                  |               |                  | 1             |                  |               |                  | 1             |                 |
| 1       | Надія Петрова              |                  |               |                 |                  |               |                  | 1             |                  |               |                  | 1             |                 |
| 1       | Вірхінія Руано Паскуаль    |                  |               |                 |                  |               |                  | 1             |                  |               |                  | 1             |                 |
| 1       | Меган Шонессі              |                  |               |                 |                  |               |                  | 1             |                  |               |                  | 1             |                 |
| 1       | Ренне Стаббс               |                  |               |                 |                  |               |                  | 1             |                  |               |                  | 1             |                 |
| 1       | Альона Бондаренко          |                  |               |                 |                  |               |                  |               | 1                |               | 1                |               |                 |
| 1       | Анна Чакветадзе            |                  |               |                 |                  |               |                  |               | 1                |               | 1                |               |                 |
| 1       | Маріана Дуке-Маріньо       |                  |               |                 |                  |               |                  |               | 1                |               | 1                |               |                 |
| 1       | Ярміла Грот                |                  |               |                 |                  |               |                  |               | 1                |               | 1                |               |                 |
| 1       | Кая Канепі                 |                  |               |                 |                  |               |                  |               | 1                |               | 1                |               |                 |
| 1       | Лі На                      |                  |               |                 |                  |               |                  |               | 1                |               | 1                |               |                 |
| 1       | Таміра Пашек               |                  |               |                 |                  |               |                  |               | 1                |               | 1                |               |                 |
| 1       | Анастасія Севастова        |                  |               |                 |                  |               |                  |               | 1                |               | 1                |               |                 |
| 1       | Яніна Вікмаєр              |                  |               |                 |                  |               |                  |               | 1                |               | 1                |               |                 |
| 1       | Віра Звонарьова            |                  |               |                 |                  |               |                  |               | 1                |               | 1                |               |                 |
| 1       | Софія Арвідссон            |                  |               |                 |                  |               |                  |               |                  | 1             |                  | 1             |                 |
| 1       | Альберта Бріанті           |                  |               |                 |                  |               |                  |               |                  | 1             |                  | 1             |                 |
| 1       | Чжань Юнжань               |                  |               |                 |                  |               |                  |               |                  | 1             |                  | 1             |                 |
| 1       | Чжан Кайчжень              |                  |               |                 |                  |               |                  |               |                  | 1             |                  | 1             |                 |
| 1       | Чжуан Цзяжун               |                  |               |                 |                  |               |                  |               |                  | 1             |                  | 1             |                 |
| 1       | Сорана Кирстя              |                  |               |                 |                  |               |                  |               |                  | 1             |                  | 1             |                 |
| 1       | Алізе Корне                |                  |               |                 |                  |               |                  |               |                  | 1             |                  | 1             |                 |
| 1       | Елені Даніліду             |                  |               |                 |                  |               |                  |               |                  | 1             |                  | 1             |                 |
| 1       | Марина Еракович            |                  |               |                 |                  |               |                  |               |                  | 1             |                  | 1             |                 |
| 1       | Анна-Лена Гренефельд       |                  |               |                 |                  |               |                  |               |                  | 1             |                  | 1             |                 |
| 1       | Андреа Главачкова          |                  |               |                 |                  |               |                  |               |                  | 1             |                  | 1             |                 |
| 1       | Марія Кондратьєва          |                  |               |                 |                  |               |                  |               |                  | 1             |                  | 1             |                 |
| 1       | Міхаелла Крайчек           |                  |               |                 |                  |               |                  |               |                  | 1             |                  | 1             |                 |
| 1       | Юганна Ларссон             |                  |               |                 |                  |               |                  |               |                  | 1             |                  | 1             |                 |
| 1       | Бетані Маттек-Сендс        |                  |               |                 |                  |               |                  |               |                  | 1             |                  | 1             |                 |
| 1       | Саня Мірза                 |                  |               |                 |                  |               |                  |               |                  | 1             |                  | 1             |                 |
| 1       | Лілія Остерло              |                  |               |                 |                  |               |                  |               |                  | 1             |                  | 1             |                 |
| 1       | Олександра Панова          |                  |               |                 |                  |               |                  |               |                  | 1             |                  | 1             |                 |
| 1       | Тетяна Пучек               |                  |               |                 |                  |               |                  |               |                  | 1             |                  | 1             |                 |
| 1       | Анастасія Родіонова        |                  |               |                 |                  |               |                  |               |                  | 1             |                  | 1             |                 |
| 1       | Владіміра Угліржова        |                  |               |                 |                  |               |                  |               |                  | 1             |                  | 1             |                 |
| 1       | Рената Ворачова            |                  |               |                 |                  |               |                  |               |                  | 1             |                  | 1             |                 |
| 1       | Ясмін Вер                  |                  |               |                 |                  |               |                  |               |                  | 1             |                  | 1             |                 |
| 1       | Янь Цзи                    |                  |               |                 |                  |               |                  |               |                  | 1             |                  | 1             |                 |

### Титули за країнами
| Загалом | Гравчиня                    | Великий шолом    | Великий шолом | Великий шолом   | Фінали року      | Фінали року   | Premier          | Premier       | International    | International | Всі турніри      | Всі турніри   | Всі турніри     |
| Загалом | Гравчиня                    | Одиночний розряд | Парний розряд | Змішаний розряд | Одиночний розряд | Парний розряд | Одиночний розряд | Парний розряд | Одиночний розряд | Парний розряд | Одиночний розряд | Парний розряд | Змішаний розряд |
| ------- | --------------------------- | ---------------- | ------------- | --------------- | ---------------- | ------------- | ---------------- | ------------- | ---------------- | ------------- | ---------------- | ------------- | --------------- |
| 21      | США (USA)                   | 2                | 4             | 1               |                  |               | 1                | 6             | 1                | 6             | 4                | 16            | 1               |
| 19      | Росія (RUS)                 |                  |               |                 |                  |               | 4                | 3             | 9                | 3             | 13               | 6             |                 |
| 17      | Італія (ITA)                | 1                |               |                 |                  | 1             |                  | 5             | 3                | 7             | 4                | 13            |                 |
| 13      | Чехія (CZE)                 |                  |               |                 |                  |               |                  | 4             | 1                | 8             | 1                | 12            |                 |
| 8       | Бельгія (BEL)               | 1                |               |                 | 1                |               | 3                |               | 3                |               | 8                |               |                 |
| 8       | Аргентина (ARG)             |                  |               |                 |                  | 1             |                  | 5             |                  | 2             |                  | 8             |                 |
| 6       | Данія (DEN)                 |                  |               |                 |                  |               | 4                |               | 2                |               | 6                |               |                 |
| 6       | Іспанія (ESP)               |                  |               |                 |                  |               | 1                | 2             |                  | 3             | 1                | 5             |                 |
| 5       | Зімбабве                    |                  |               | 2               |                  |               |                  | 1             |                  | 2             |                  | 3             | 2               |
| 5       | Словенія (SLO)              |                  |               | 1               |                  |               |                  | 2             |                  | 2             |                  | 4             | 1               |
| 5       | Білорусь (BLR)              |                  |               |                 |                  |               | 2                | 2             |                  | 1             | 2                | 3             |                 |
| 4       | Австралія (AUS)             |                  |               |                 |                  |               | 1                | 1             | 1                | 1             | 2                | 2             |                 |
| 4       | Румунія (ROM)               |                  |               |                 |                  |               | 1                |               |                  | 3             | 1                | 3             |                 |
| 4       | КНР (PRC)                   |                  |               |                 |                  |               |                  | 1             | 1                | 2             | 1                | 3             |                 |
| 4       | Китайський Тайбей           |                  |               |                 |                  |               |                  | 1             |                  | 3             |                  | 4             |                 |
| 4       | Німеччина (GER)             |                  |               |                 |                  |               |                  |               | 1                | 3             | 1                | 3             |                 |
| 3       | Сербія (SRB)                |                  |               |                 | 1                |               | 1                |               | 1                |               | 3                |               |                 |
| 3       | Франція (FRA)               |                  |               |                 |                  |               | 1                |               | 1                | 1             | 2                | 1             |                 |
| 3       | Швейцарія (SUI)             |                  |               |                 |                  |               |                  |               |                  | 3             |                  | 3             |                 |
| 2       | Казахстан (KAZ)             |                  | 2             |                 |                  |               |                  |               |                  |               |                  | 2             |                 |
| 2       | Угорщина (HUN)              |                  |               |                 |                  |               |                  |               | 2                |               | 2                |               |                 |
| 2       | Таїланд (THA)               |                  |               |                 |                  |               |                  |               | 1                | 1             | 1                | 1             |                 |
| 1       | Австрія (AUT)               |                  |               |                 |                  |               |                  |               | 1                |               | 1                |               |                 |
| 1       | Колумбія (COL)              |                  |               |                 |                  |               |                  |               | 1                |               | 1                |               |                 |
| 1       | Естонія (EST)               |                  |               |                 |                  |               |                  |               | 1                |               | 1                |               |                 |
| 1       | Латвія (LAT)                |                  |               |                 |                  |               |                  |               | 1                |               | 1                |               |                 |
| 1       | Україна (UKR)               |                  |               |                 |                  |               |                  |               | 1                |               | 1                |               |                 |
| 1       | Греція (GRE)                |                  |               |                 |                  |               |                  |               |                  | 1             |                  | 1             |                 |
| 1       | Індія (IND)                 |                  |               |                 |                  |               |                  |               |                  | 1             |                  | 1             |                 |
| 1       | Нідерланди (NED)            |                  |               |                 |                  |               |                  |               |                  | 1             |                  | 1             |                 |
| 1       | Нова Зеландія (New Zealand) |                  |               |                 |                  |               |                  |               |                  | 1             |                  | 1             |                 |
| 1       | Швеція (SWE)                |                  |               |                 |                  |               |                  |               |                  | 1             |                  | 1             |                 |

### Інформація про титули
The following players won their first title in singles (S), doubles (D) or mixed doubles (X):
- Софія Арвідссон - Quebec City (D)
- Тімеа Бачинскі - Budapest (D)
- Альберта Бріанті - Palermo (D)
- Чжан Кайчжень - Osaka (D)
- Маріана Дуке-Маріньо - Bogotá (S)
- Едіна Галловіц - Bogotá (D)
- Юлія Гергес -  Bad Gastein (S)
- Ярміла Грот - Guangzhou (S)
- Полона Герцог - Acapulco (D)
- Кая Канепі - Palermo (S)
- Аліса Клейбанова - Kuala Lumpur (S)
- Марія Кондратьєва - Portorož (D)
- Алла Кудрявцева - Tashkent (S)
- Юганна Ларссон - Quebec City (D)
- Катерина Макарова - Eastbourne (S)
- Олександра Панова - Tashkent (D)
- Анастасія Павлюченкова - Monterrey (S)
- Анастасія Севастова - Estoril (S)

The following players completed a successful title defence in singles (S), doubles (D) or mixed doubles (X):
- Кара Блек - Birmingham (D)
- Кім Клейстерс - US Open (S)
- Олена Дементьєва - Sydney (S)
- Александра Дулгеру - Warsaw (S)
- Хісела Дулко - Båstad (D)
- Луціє Градецька - Bad Gastein (D)
- Флавія Пеннетта - Båstad (D)
- Надія Петрова - Charleston (D)
- Тетяна Пучек - Tashkent (D)
- Агнеш Савай - Budapest (S)
- Тамарін Танасугарн - Pattaya (D)
- Владіміра Угліржова - Potorož (D)
- Серена Вільямс - Australian Open (S/D), Пimbledon (S)
- Вінус Вільямс - Australian Open (D), Dubai (S), Acapulco (S)
- Каролін Возняцкі - Ponte Vedra Beach (S), New Haven (S)
- Віра Звонарьова - Pattaya (S)

## Рейтинги

### Одиночний розряд
The following is the 2010 top 20 in the Race To The Championships and the top 20 rank players in the world. Premier Mandatory Events are counted for players in the top 10, even if they did not compete, unless there is an injury excuse.
| Race Singles (as of October 25, 2010) | Race Singles (as of October 25, 2010) | Race Singles (as of October 25, 2010) | Race Singles (as of October 25, 2010) | Race Singles (as of October 25, 2010) |
| Rk                                    | Гравчиня                              | Очки                                  | Tour                                  |                                       |
| ------------------------------------- | ------------------------------------- | ------------------------------------- | ------------------------------------- | ------------------------------------- |
| 1                                     | Каролін Возняцкі (DEN)                | 7,270                                 | 21                                    |                                       |
| 2                                     | Віра Звонарьова (RUS)                 | 6,096                                 | 18                                    |                                       |
| 3                                     | Серена Вільямс (USA)                  | 5,355                                 | 12(6)                                 |                                       |
| 4                                     | Кім Клейстерс (BEL)                   | 5,295                                 | 13                                    |                                       |
| 5                                     | Вінус Вільямс (USA)                   | 4,985                                 | 14(9)                                 |                                       |
| 6                                     | Франческа Ск'явоне (ITA)              | 4,595                                 | 21                                    |                                       |
| 7                                     | Саманта Стосур (AUS)                  | 4,572                                 | 17                                    |                                       |
| 8                                     | Єлена Янкович (SRB)                   | 4,236                                 | 20                                    |                                       |
| 9                                     | Олена Дементьєва (RUS)                | 4,085                                 | 20                                    |                                       |
| 10                                    | Вікторія Азаренко (BLR)               | 3,935                                 | 20                                    |                                       |
| 11                                    | Лі На (CHN)                           | 3,540                                 | 20                                    |                                       |
| 12                                    | Жустін Енен (BEL)                     | 3,415                                 | 11                                    |                                       |
| 13                                    | Шахар Пеєр (ISR)                      | 3,365                                 | 21                                    |                                       |
| 14                                    | Агнешка Радванська (POL)              | 3,000                                 | 18                                    |                                       |
| 15                                    | Надія Петрова (RUS)                   | 2,702                                 | 20                                    |                                       |
| 16                                    | Маріон Бартолі (FRA)                  | 2,645                                 | 21                                    |                                       |
| 17                                    | Марія Шарапова (RUS)                  | 2,591                                 | 14                                    |                                       |
| 18                                    | Араван Резаї (FRA)                    | 2,570                                 | 25                                    |                                       |
| 19                                    | Марія Кириленко (RUS)                 | 2,550                                 | 23                                    |                                       |
| 20                                    | Анастасія Павлюченкова (RUS)          | 2,520                                 | 23                                    |                                       |

| Рейтинг WTA на кінець сезону | Рейтинг WTA на кінець сезону | Рейтинг WTA на кінець сезону | Рейтинг WTA на кінець сезону | Рейтинг WTA на кінець сезону |
| Rk                           | Гравчиня                     | Країна                       | Очки                         | Change                       |
| ---------------------------- | ---------------------------- | ---------------------------- | ---------------------------- | ---------------------------- |
| 1                            | Каролін Возняцкі             | Данія                        | 8,035                        | +3                           |
| 2                            | Віра Звонарьова              | Росія                        | 6,785                        | +7                           |
| 3                            | Кім Клейстерс                | Бельгія                      | 6,635                        | +15                          |
| 4                            | Серена Вільямс               | USA                          | 5,355                        | -3                           |
| 5                            | Вінус Вільямс                | USA                          | 4,985                        | +1                           |
| 6                            | Саманта Стосур               | Австралія                    | 4,982                        | +7                           |
| 7                            | Франческа Ск'явоне           | Італія                       | 4,935                        | +10                          |
| 8                            | Єлена Янкович                | Сербія                       | 4,445                        | =                            |
| 9                            | Олена Дементьєва             | Росія                        | 4,335                        | -4                           |
| 10                           | Вікторія Азаренко            | Білорусь                     | 4,235                        | -3                           |
| 11                           | Лі На                        | КНР                          | 3,545                        | +4                           |
| 12                           | Жустін Енен                  | Бельгія                      | 3,415                        | NR                           |
| 13                           | Шахар Пеєр                   | Ізраїль                      | 3,410                        | +18                          |
| 14                           | Агнешка Радванська           | Польща                       | 3,000                        | -4                           |
| 15                           | Надія Петрова                | Росія                        | 2,702                        | +5                           |
| 16                           | Маріон Бартолі               | Франція                      | 2,645                        | -5                           |
| 17                           | Ана Іванович                 | Сербія                       | 2,600                        | +5                           |
| 18                           | Марія Шарапова               | Росія                        | 2,591                        | -4                           |
| 19                           | Араван Резаї                 | Франція                      | 2,575                        | +7                           |
| 20                           | Марія Кириленко              | Росія                        | 2,550                        | +43                          |

#### Перші ракетки
| Утримувач              | Коли здобула     | Коли позбулася   |
| ---------------------- | ---------------- | ---------------- |
| Серена Вільямс (USA)   | Кінець 2009 року | 10 жовтня 2010   |
| Каролін Возняцкі (DEN) | 11 жовтня 2010   | Кінець 2010 року |

### Парний розряд
The following is the 2010 top 20 in the Race To The Championships, парний розряд and the top 20 individual ranked doubles players.
| Race Doubles (as of October 11, 2010) | Race Doubles (as of October 11, 2010)                         | Race Doubles (as of October 11, 2010) | Race Doubles (as of October 11, 2010) |
| Rk                                    | Team                                                          | Очки                                  | Tour                                  |
| ------------------------------------- | ------------------------------------------------------------- | ------------------------------------- | ------------------------------------- |
| 1                                     | Хісела Дулко (ARG) Флавія Пеннетта (ITA)                      | 8111                                  | 15                                    |
| 2                                     | Квета Пешке (CZE) Катарина Среботнік (SLO)                    | 6396                                  | 16                                    |
| 3                                     | Серена Вільямс (USA) Вінус Вільямс (USA)                      | 5500                                  | 4                                     |
| 4                                     | Ліза Реймонд (USA) Ренне Стаббс (AUS)                         | 5104                                  | 18                                    |
| 5                                     | Ваня Кінґ (USA) Ярослава Шведова (KAZ)                        | 4978                                  | 10                                    |
| 6                                     | Нурія Льягостера Вівес (ESP) Марія Хосе Мартінес Санчес (ESP) | 3927                                  | 12                                    |
| 7                                     | Чжен Цзє (CHN) Чжань Юнжань (TPE)                             | 3620                                  | 12                                    |
| 8                                     | Івета Бенешова (CZE) Барбора Заглавова-Стрицова (CZE)         | 3267                                  | 14                                    |
| 9                                     | Кара Блек (ZIM) Лізель Губер (USA)                            | 3060                                  | 7                                     |
| 10                                    | Марія Кириленко (RUS) Агнешка Радванська (POL)                | 2840                                  | 9                                     |

| WTA Doubles Year-End Rankings | WTA Doubles Year-End Rankings | WTA Doubles Year-End Rankings | WTA Doubles Year-End Rankings | WTA Doubles Year-End Rankings |
| Rk                            | Гравчиня                      | Країна                        | Очки                          | Change                        |
| ----------------------------- | ----------------------------- | ----------------------------- | ----------------------------- | ----------------------------- |
| 1                             | Хісела Дулко                  | Аргентина                     | 8,570                         | +26                           |
| 2                             | Флавія Пеннетта               | Італія                        | 8,570                         | +27                           |
| 3                             | Лізель Губер                  | USA                           | 7,590                         | -2                            |
| 4                             | Ваня Кінґ                     | USA                           | 6,920                         | +28                           |
| 5                             | Квета Пешке                   | Чехія                         | 6,860                         | +21                           |
| 6                             | Катарина Среботнік            | Словенія                      | 6,830                         | +117                          |
| 7                             | Ярослава Шведова              | Казахстан                     | 6,240                         | +42                           |
| 8                             | Надія Петрова                 | Росія                         | 5,530                         | +8                            |
| 9                             | Ліза Реймонд                  | USA                           | 5,520                         | +9                            |
| 10                            | Ренне Стаббс                  | Австралія                     | 5,520                         | -3                            |
| 11                            | Серена Вільямс                | USA                           | 5,500                         | -8                            |
| =                             | Вінус Вільямс                 | USA                           | 5,500                         | -8                            |
| 13                            | Кара Блек                     | Зімбабве                      | 5,115                         | -12                           |
| 14                            | Марія Кириленко               | Росія                         | 4,425                         | +7                            |
| 15                            | Марія Хосе Мартінес Санчес    | Іспанія                       | 4,400                         | -9                            |
| 16                            | Чжен Цзє                      | КНР                           | 4,105                         | +8                            |
| 17                            | Бетані Маттек-Сендс           | USA                           | 4,055                         | =                             |
| 18                            | Чжань Юнжань                  | Китайський Тайбей             | 4,030                         | +34                           |
| 19                            | Нурія Льягостера Вівес        | Іспанія                       | 3,926                         | -14                           |
| 20                            | Барбора Заглавова-Стрицова    | Чехія                         | 3,775                         | +15                           |

#### Number 1 Ranking
| Утримувач                                | Коли здобула     | Коли позбулася   |
| ---------------------------------------- | ---------------- | ---------------- |
| Кара Блек (ZIM) Лізель Губер (USA)       | Кінець 2009 року | 19 квітня 2010   |
| Лізель Губер (USA)                       |                  | 7 червня 2010    |
| Серена Вільямс (USA) Вінус Вільямс (USA) | 7 червня 2010    | 2 серпня 2010    |
| Лізель Губер (USA)                       | 2 серпня 2010    | 1 листопада 2010 |
| Хісела Дулко (ARG)                       | 1 листопада 2010 | Кінець 2010 року |

## Лідерки за призовими
As of 8 листопада 2010
| #   | Країна    | Гравчиня           | Одиночний розряд | Парний розряд | Змішаний розряд | Bonus Pool 1 | Year-to-date |
| --- | --------- | ------------------ | ---------------- | ------------- | --------------- | ------------ | ------------ |
| 1.  | Бельгія   | Кім Клейстерс      | $5,019,440       | $7,025        | $8,595          | $0           | $5,035,060   |
| 2.  | Данія     | Каролін Возняцкі   | $3,886,512       | $34,976       | $0              | $525,000     | $4,446,488   |
| 3.  | USA       | Серена Вільямс     | $3,707,007       | $559,004      | $0              | $0           | $4,266,011   |
| 4.  | Росія     | Віра Звонарьова    | $3,000,667       | $141,846      | $2,128          | $300,000     | $3,444,641   |
| 5.  | USA       | Вінус Вільямс      | $2,055,778       | $559,004      | $0              | $0           | $2,614,782   |
| 6.  | Італія    | Франческа Ск'явоне | $2,360,751       | $95,883       | $0              | $0           | $2,456,634   |
| 7.  | Сербія    | Єлена Янкович      | $1,803,164       | $33,827       | $0              | $300,000     | $2,136,991   |
| 8.  | Австралія | Саманта Стосур     | $1,917,832       | $168,251      | $4,257          | $0           | $2,090,340   |
| 9.  | Росія     | Олена Дементьєва   | $1,346,690       | $0            | $0              | $550,000     | $1,896,690   |
| 10. | Білорусь  | Вікторія Азаренко  | $1,278,601       | $98,427       | $0              | $275,000     | $1,652,028   |

1Only for 2008 year-end top 10, Certain players receive fines for skipping events

## Лідери за статистикою
As of October 25, 2010. Source[недоступне посилання з травня 2019]
| Aces | Aces            | Aces | Aces    |
|      | Гравчиня        | Aces | Matches |
| ---- | --------------- | ---- | ------- |
| 1    | Надія Петрова   | 306  | 51      |
| 2    | Саманта Стосур  | 280  | 58      |
| 3    | Серена Вільямс  | 248  | 29      |
| 4    | Андреа Петкович | 224  | 56      |
| 5    | Марія Кириленко | 221  | 60      |
| 6    | Вінус Вільямс   | 212  | 45      |
| 7    | Араван Резаї    | 204  | 58      |
| 8    | Флавія Пеннетта | 198  | 67      |
| 9    | Маріон Бартолі  | 187  | 55      |
| 10   | Луціє Шафарова  | 185  | 49      |

| Виграв геймів на своїй подачі | Виграв геймів на своїй подачі | Виграв геймів на своїй подачі | Виграв геймів на своїй подачі |
|                               | Гравчиня                      | %                             | Matches                       |
| ----------------------------- | ----------------------------- | ----------------------------- | ----------------------------- |
| 1                             | Серена Вільямс                | 81.4                          | 29                            |
| 2                             | Саманта Стосур                | 77.2                          | 58                            |
| 3                             | Кім Клейстерс                 | 76.3                          | 41                            |
| 4                             | Жустін Енен                   | 75.7                          | 39                            |
| 5                             | Вінус Вільямс                 | 75.7                          | 45                            |
| 6                             | Марія Шарапова                | 75.2                          | 44                            |
| 7                             | Кароліна Шпрем                | 75.0                          | 20                            |
| 8                             | Ярміла Грот                   | 74.9                          | 31                            |
| 9                             | Надія Петрова                 | 74.6                          | 51                            |
| 10                            | Віра Звонарьова               | 73.4                          | 63                            |

| Врятував брейк-пойнтів | Врятував брейк-пойнтів | Врятував брейк-пойнтів | Врятував брейк-пойнтів |
|                        | Гравчиня               | %                      | Matches                |
| ---------------------- | ---------------------- | ---------------------- | ---------------------- |
| 1                      | Серена Вільямс         | 65.9                   | 29                     |
| 2                      | Надія Петрова          | 65.3                   | 51                     |
| 3                      | Крістіна Барруа        | 61.5                   | 26                     |
| 4                      | Каролін Возняцкі       | 61.2                   | 74                     |
| 5                      | Саманта Стосур         | 61.0                   | 58                     |
| 6                      | Кім Клейстерс          | 60.8                   | 41                     |
| 7                      | Олена Балтача          | 60.3                   | 30                     |
| 8                      | Жустін Енен            | 60.2                   | 39                     |
| 9                      | Бетані Маттек-Сендс    | 59.9                   | 27                     |
| 10                     | Флавія Пеннетта        | 59.9                   | 67                     |

| Відсоток першої подачі | Відсоток першої подачі | Відсоток першої подачі | Відсоток першої подачі |
|                        | Гравчиня               | %                      | Matches                |
| ---------------------- | ---------------------- | ---------------------- | ---------------------- |
| 1                      | Сара Еррані            | 75.8                   | 65                     |
| 2                      | Івонн Мойсбургер       | 74.8                   | 19                     |
| 3                      | Альона Бондаренко      | 71.4                   | 43                     |
| 4                      | Вікторія Азаренко      | 71.3                   | 59                     |
| 5                      | Чжен Цзє               | 70.3                   | 41                     |
| 6                      | Карла Суарес Наварро   | 70.2                   | 35                     |
| 7                      | Пен Шуай               | 69.4                   | 27                     |
| 8                      | Александра Дулгеру     | 69.3                   | 57                     |
| 9                      | Сібіль Баммер          | 69.1                   | 34                     |
| 10                     | Каролін Возняцкі       | 68.6                   | 74                     |

| Виграв очок на першій подачі | Виграв очок на першій подачі | Виграв очок на першій подачі | Виграв очок на першій подачі |
|                              | Гравчиня                     | %                            | Matches                      |
| ---------------------------- | ---------------------------- | ---------------------------- | ---------------------------- |
| 1                            | Серена Вільямс               | 75.3                         | 29                           |
| 2                            | Вінус Вільямс                | 72.8                         | 45                           |
| 3                            | Кароліна Шпрем               | 72.7                         | 20                           |
| 4                            | Марія Шарапова               | 71.6                         | 44                           |
| 5                            | Жустін Енен                  | 70.8                         | 39                           |
| 6                            | Надія Петрова                | 70.5                         | 51                           |
| 7                            | Ярміла Грот                  | 70.1                         | 31                           |
| 8                            | Саманта Стосур               | 69.4                         | 58                           |
| 9                            | Ана Іванович                 | 69.3                         | 48                           |
| 10                           | Марія Хосе Мартінес Санчес   | 68.8                         | 39                           |

| Виграв очок на другій подачі | Виграв очок на другій подачі | Виграв очок на другій подачі | Виграв очок на другій подачі |
|                              | Гравчиня                     | %                            | Matches                      |
| ---------------------------- | ---------------------------- | ---------------------------- | ---------------------------- |
| 1                            | Саманта Стосур               | 51.7                         | 58                           |
| 2                            | Кім Клейстерс                | 50.4                         | 41                           |
| 3                            | Жустін Енен                  | 50.4                         | 39                           |
| 4                            | Роберта Вінчі                | 50.1                         | 48                           |
| 5                            | Флавія Пеннетта              | 49.9                         | 67                           |
| 6                            | Агнешка Радванська           | 49.7                         | 50                           |
| 7                            | Тамарін Танасугарн           | 49.6                         | 23                           |
| 8                            | Александра Дулгеру           | 49.6                         | 57                           |
| 9                            | Пен Шуай                     | 49.3                         | 27                           |
| 10                           | Марія Кириленко              | 49.3                         | 60                           |

| Очки won returning 1st service | Очки won returning 1st service | Очки won returning 1st service | Очки won returning 1st service |
|                                | Гравчиня                       | %                              | Matches                        |
| ------------------------------ | ------------------------------ | ------------------------------ | ------------------------------ |
| 1                              | Олена Дементьєва               | 42.4                           | 54                             |
| 2                              | Анабель Медіна Гаррігес        | 42.4                           | 42                             |
| 3                              | Агнешка Радванська             | 42.3                           | 50                             |
| 4                              | Карла Суарес Наварро           | 42.3                           | 35                             |
| 5                              | Вікторія Азаренко              | 42.2                           | 59                             |
| 6                              | Агнеш Савай                    | 42.0                           | 49                             |
| 7                              | Каролін Возняцкі               | 41.7                           | 74                             |
| 8                              | Віра Звонарьова                | 41.4                           | 63                             |
| 9                              | Флавія Пеннетта                | 41.2                           | 67                             |
| 10                             | Кім Клейстерс                  | 41.2                           | 41                             |

| Реалізував брейк-пойнтів | Реалізував брейк-пойнтів | Реалізував брейк-пойнтів | Реалізував брейк-пойнтів |
|                          | Гравчиня                 | %                        | Matches                  |
| ------------------------ | ------------------------ | ------------------------ | ------------------------ |
| 1                        | Мелані Уден              | 58.8                     | 39                       |
| 2                        | Віржіні Раззано          | 54.4                     | 29                       |
| 3                        | Вікторія Азаренко        | 52.5                     | 59                       |
| 4                        | Тамарін Танасугарн       | 52.3                     | 23                       |
| 5                        | Агнеш Савай              | 52.0                     | 49                       |
| 6                        | Альона Бондаренко        | 51.3                     | 43                       |
| 7                        | Ярміла Грот              | 51.3                     | 32                       |
| 8                        | Олена Дементьєва         | 51.2                     | 54                       |
| 9                        | Кім Клейстерс            | 51.0                     | 41                       |
| 10                       | Кіміко Дате              | 50.8                     | 34                       |

| Return games won | Return games won     | Return games won | Return games won |
|                  | Гравчиня             | %                | Matches          |
| ---------------- | -------------------- | ---------------- | ---------------- |
| 1                | Олена Дементьєва     | 49.4             | 54               |
| 2                | Кім Клейстерс        | 48.9             | 41               |
| 3                | Вікторія Азаренко    | 48.7             | 59               |
| 4                | Каролін Возняцкі     | 46.1             | 74               |
| 5                | Агнешка Радванська   | 44.8             | 50               |
| 6                | Єлена Янкович        | 44.7             | 54               |
| 7                | Карла Суарес Наварро | 44.5             | 35               |
| 8                | Флавія Пеннетта      | 44.2             | 67               |
| 9                | Сара Еррані          | 44.0             | 65               |
| 10               | Марія Шарапова       | 43.8             | 44               |

## Point Distribution
| Description                               | W    | F    | SF                                                                      | QF                                                                      | R16                                                                     | R32                                                                     | R64                                                                     | R128                                                                    | QLFR                                                                    | Q3 | Q2 | Q1 |
| ----------------------------------------- | ---- | ---- | ----------------------------------------------------------------------- | ----------------------------------------------------------------------- | ----------------------------------------------------------------------- | ----------------------------------------------------------------------- | ----------------------------------------------------------------------- | ----------------------------------------------------------------------- | ----------------------------------------------------------------------- | -- | -- | -- |
| Великий шолом (S)                         | 2000 | 1400 | 900                                                                     | 500                                                                     | 280                                                                     | 160                                                                     | 100                                                                     | 5                                                                       | 60                                                                      | 50 | 40 | 2  |
| Великий шолом (D)                         | 2000 | 1400 | 900                                                                     | 500                                                                     | 280                                                                     | 160                                                                     | 5                                                                       | -                                                                       | 48                                                                      | -  | -  | -  |
| Чемпіонат Туру WTA (S)                    | +450 | +360 | (230 for each round robin match won 70 for each round robin match lost) | (230 for each round robin match won 70 for each round robin match lost) | (230 for each round robin match won 70 for each round robin match lost) | (230 for each round robin match won 70 for each round robin match lost) | (230 for each round robin match won 70 for each round robin match lost) | (230 for each round robin match won 70 for each round robin match lost) | (230 for each round robin match won 70 for each round robin match lost) | -  | -  | -  |
| Чемпіонат Туру WTA (D)                    | 1500 | 1050 | 690                                                                     | -                                                                       | -                                                                       | -                                                                       | -                                                                       | -                                                                       | -                                                                       | -  | -  | -  |
| Premier Mandatory (96S)                   | 1000 | 700  | 450                                                                     | 250                                                                     | 140                                                                     | 80                                                                      | 50                                                                      | 5                                                                       | 30                                                                      | -  | 20 | 1  |
| Premier Mandatory (64S)                   | 1000 | 700  | 450                                                                     | 250                                                                     | 140                                                                     | 80                                                                      | 5                                                                       | -                                                                       | 30                                                                      | -  | 20 | 1  |
| Premier Mandatory (28/32D)                | 1000 | 700  | 450                                                                     | 250                                                                     | 140                                                                     | 5                                                                       | -                                                                       | -                                                                       | -                                                                       | -  | -  | -  |
| Premier 5 (56S)                           | 900  | 620  | 395                                                                     | 225                                                                     | 125                                                                     | 70                                                                      | 1                                                                       | -                                                                       | 30                                                                      | -  | 20 | 1  |
| Premier 5 (28D)                           | 900  | 620  | 395                                                                     | 225                                                                     | 125                                                                     | 1                                                                       | -                                                                       | -                                                                       | -                                                                       | -  | -  | -  |
| Premier (56S)                             | 470  | 320  | 200                                                                     | 120                                                                     | 60                                                                      | 40                                                                      | 1                                                                       | -                                                                       | 12                                                                      | -  | 8  | 1  |
| Premier (32S)                             | 470  | 320  | 200                                                                     | 120                                                                     | 60                                                                      | 1                                                                       | -                                                                       | -                                                                       | 20                                                                      | 12 | 8  | 1  |
| Premier (16D)                             | 470  | 320  | 200                                                                     | 120                                                                     | 1                                                                       | -                                                                       | -                                                                       | -                                                                       | -                                                                       | -  | -  | -  |
| Commonwealth Bank Tournament of Champions | 375  | 255  | 180(3rd) 165(4th)                                                       | 75                                                                      | -                                                                       | -                                                                       | -                                                                       | -                                                                       | -                                                                       | -  | -  | -  |
| International (56S)                       | 280  | 200  | 130                                                                     | 70                                                                      | 30                                                                      | 15                                                                      | 1                                                                       | -                                                                       | 10                                                                      | -  | 6  | 1  |
| International (32S)                       | 280  | 200  | 130                                                                     | 70                                                                      | 30                                                                      | 1                                                                       | -                                                                       | -                                                                       | 16                                                                      | 10 | 6  | 1  |
| International (16D)                       | 280  | 200  | 130                                                                     | 70                                                                      | 1                                                                       | -                                                                       | -                                                                       | -                                                                       | -                                                                       | -  | -  | -  |

## Retirements
Following is a list of notable players (winners of a main tour title, and/or part of the WTA Rankings top 100 (singles) or (doubles) for at least one week) who announced their retirement from professional tennis, became inactive (after not playing for more than 52 weeks), or were permanently banned from playing, during the 2010 season:
- Олена Дементьєва[4]
- Ліндсі Девенпорт
- Жанетта Гусарова[5]
- Катарина Среботнік[6](still to compete in doubles)
- Аліна Жидкова[7]
- Єлена Костанич-Тошич[8]
- Марта Марреро[9]
- Каміль Пен[10]
- Вірхінія Руано Паскуаль[11]
- Мара Сантанджело[12] (still to compete in doubles)
- Ніколь Вайдішова[13]
- Россана де лос Ріос
- Ірода Туляганова
- Тетяна Перебийніс
- Лора Гренвілл
- Аніко Капрош
- Сунь Тяньтянь
- Мейлен Ту
- Шенай Перрі